# Galina Alexandrowna Solotowa
Galina Alexandrowna Solotowa, geboren Remeiko, (russisch Галина Александровна Золотова, урожд. Ремейко; * 4. August 1924 in Schytomyr; † 2. Juli 2020 in Moskau) war eine sowjetische bzw. russische Linguistin, Russistin und Hochschullehrerin.

## Leben
Als ihre Eltern, der Parteifunktionär Alexander Remeiko (1894–1937) und die Ärztin Sofja Michailowna Remeiko (1904–1987), während des Großen Terrors 1937 verhaftet wurden, übernahm Solotowa die Verantwortung für ihre jüngeren Schwester und Bruder, um die Heimeinweisung zu verhindern, und ging mit ihnen zur Tante in Rostow am Don, wo sie im Deutschen Angriffskrieg die Schule 1942 mit Auszeichnung abschloss.
Darauf begann Solotowa das Studium an der Staatlichen Universität Rostow am Don in der Historisch-Philologischen Fakultät. Infolge des Vordringens der deutschen Truppen wurde sie nach Taschkent evakuiert, wo sie als Dreherin in einem Rüstungswerk arbeitete. Nach dem Rückzug der deutschen Truppen studierte sie 1943 weiter in Rostow am Don.
Solotowa fuhr 1944 zur inzwischen freigelassenen Mutter in Norilsk und dann nach Moskau, um nun an der Universität Moskau (MGU) in der Philologischen Fakultät zu studieren mit Abschluss 1949. Es folgte die Aspirantur (1950–1954) bei Wiktor Winogradow am Moskauer Institut für Sprachwissenschaft der Akademie der Wissenschaften der UdSSR (AN-SSSR), ab 1991 Russische Akademie der Wissenschaften (RAN), an deren Ende sie ihre Dissertation über Verb-Verbindungen und ihre Arten in der modernen russischen Literatursprache (anhand von Materialien aus dem Werk Maxim Gorkis) mit Erfolg für die Promotion zur Kandidatin der philologischen Wissenschaften verteidigte.
Seit 1953 arbeitete Solotowa im Moskauer Institut für Erziehung, um 1961 zum Moskauer Institut für Russische Sprache der AN-SSSR zu wechseln. Sie verteidigte 1971 ihre Doktor-Dissertation über die Funktionale Syntax der russischen Sprache mit Erfolg für die Promotion zur Doktorin der philologischen Wissenschaften. Darauf war sie nun auch Professorin der Philologischen Fakultät der MGU. Neben der Syntax untersuchte sie auch die Semantik und Stilistik, Zu ihren Schülerinnen gehörten Nadeschda Onipenko und Marina Sidorowa.
Solotowa war mit dem Kunstwissenschaftler Juri Solotow (1923–1996) verheiratet. Sie starb am 2. Juli 2020 in Moskau im Alter von 95 Jahren an den Folgen der Corona-Infektion und wurde auf dem Chowanskoje-Friedhof begraben.

## Ehrungen, Preise
- Medaille „Für heldenmütige Arbeit im Großen Vaterländischen Krieg 1941–1945“ (1991)[1]
- Ehrendoktorin der Universität Stockholm (2000)[1]
- Verdiente Wissenschaftlerin der Russischen Föderation (2002)[1]
- Ehrenmitglied wissenschaftlicher Gesellschaften Tschechiens, Bulgariens und Frankreichs[1]